# Sword Beach
Sword Beach bezeichnete während der Landung der Alliierten im Zweiten Weltkrieg einen französischen Küstenabschnitt in der Normandie zwischen Ouistreham an der Ornemündung und Saint-Aubin-sur-Mer. Die Landezone war ungefähr acht Kilometer lang und wurde in vier Abschnitte mit den Namen Oboe, Peter, Queen und Roger unterteilt. Sie war die östlichste der alliierten Landezonen. Im Westen schloss Juno Beach an.

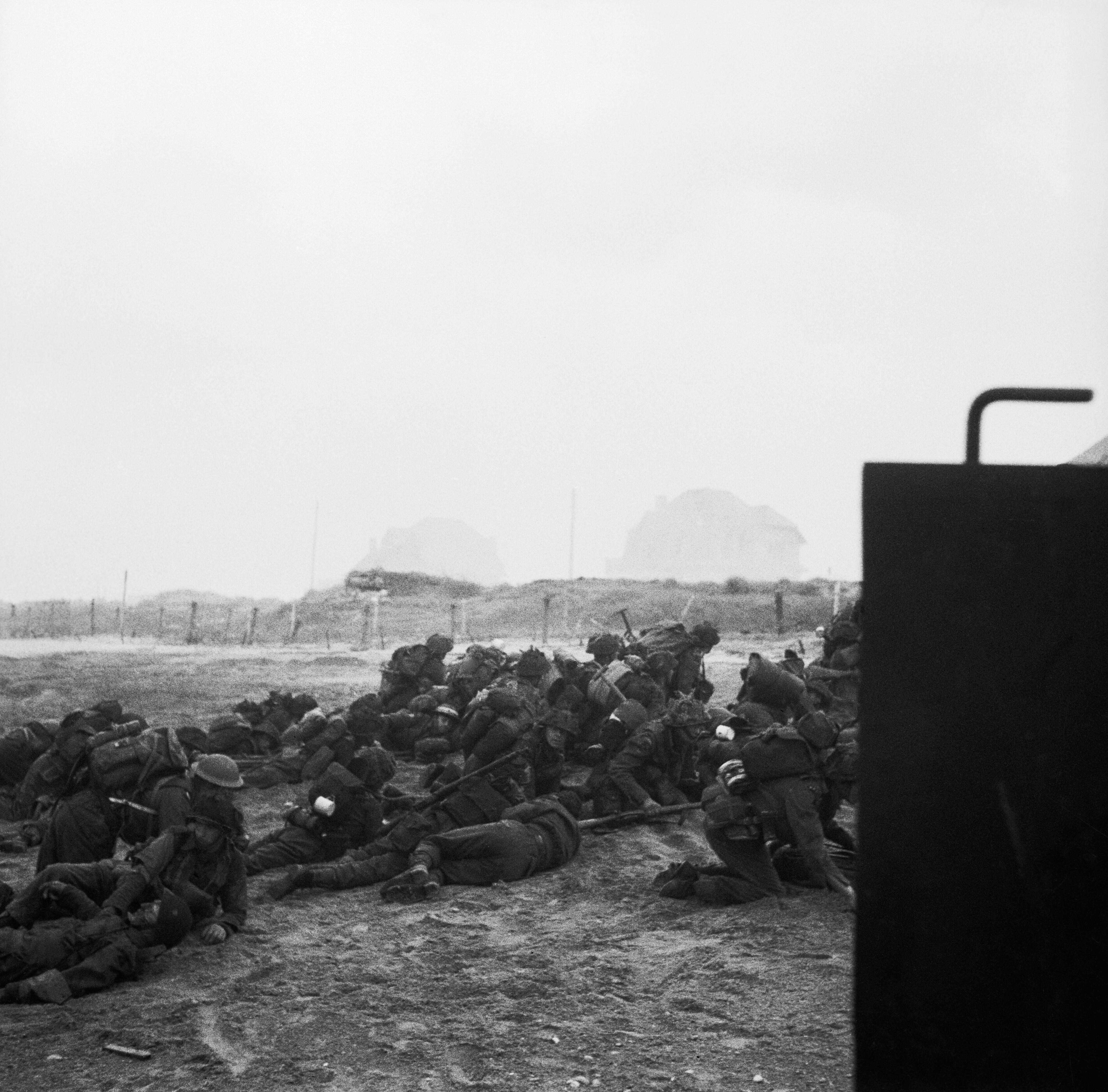
Britische Infanterie am Strandabschnitt Queen White.

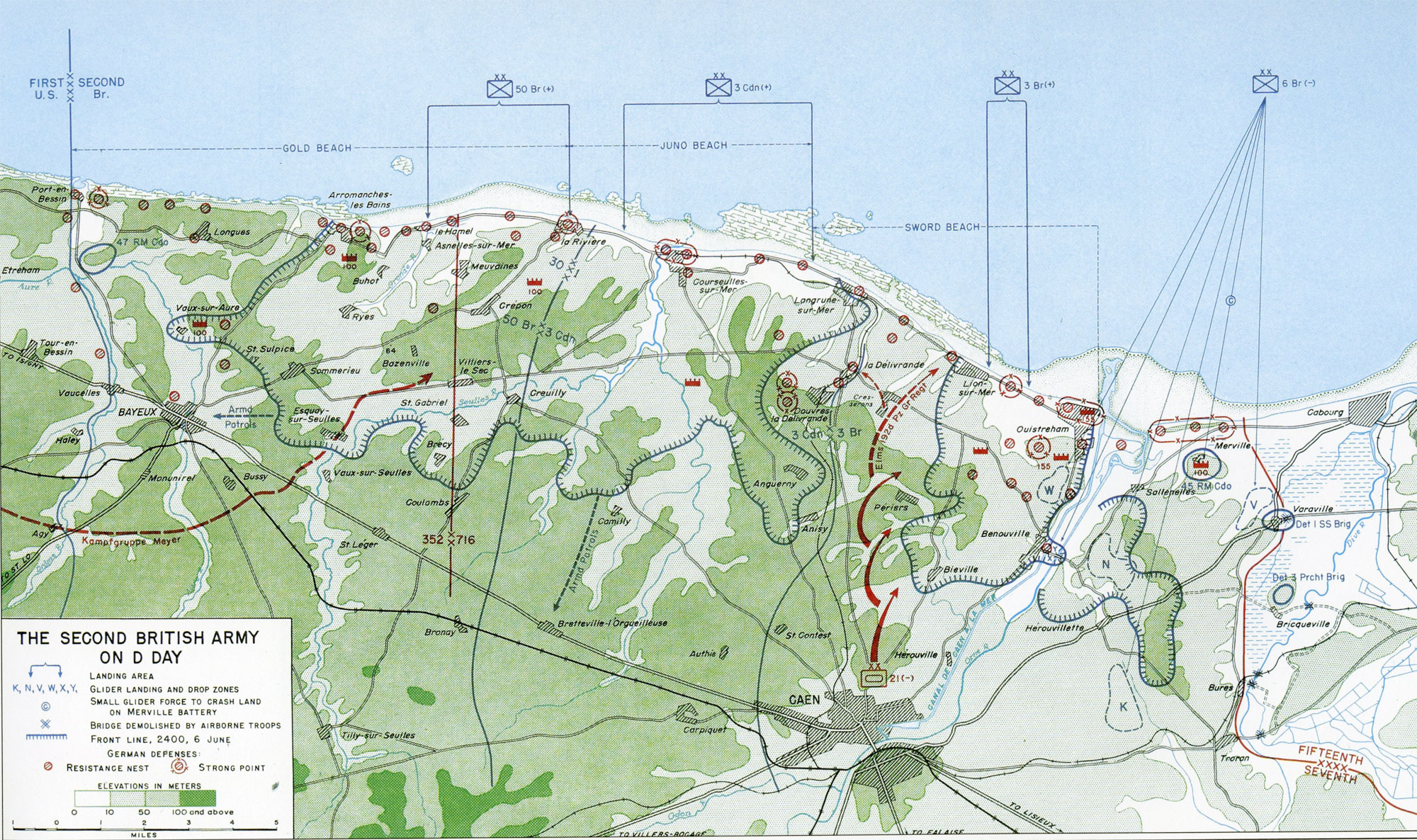
Operationen der britischen 2. Armee am D-Day

Truppen der britischen 3. Infanteriedivision in der Stärke von ca. 30.000 Soldaten landeten am D-Day (6. Juni 1944) um 7:25 Uhr im Rahmen der Operation Overlord an diesem Strandabschnitt westlich der Orne und des Caen-Kanals. Ihnen waren zur Verstärkung britische Kommandos zugeteilt worden. Um auch die Franzosen an der Landung an ihrer eigenen Küste zu beteiligen, hatte sich Charles de Gaulle in London für eine Beteiligung starkgemacht und die Zusage zur Teilnahme erhalten. So gingen am Sword Beach auch französische Truppen mit an Land.
Das South Lancashire Regiment war dem Sektor Peter zugewiesen, das Suffolk Regiment dem Queen Sektor und das East Yorkshire Regiment landete am Roger Sektor.
Die Invasionstruppen hatten die Aufgabe, die deutschen Widerstandsnester (WN) an und in den Küstenstädtchen auszuschalten und dann durch Ouistreham in Richtung Caen vorzurücken und die Stadt einzunehmen. Caen war ein logistischer Knotenpunkt, da hier alle Straßen und Eisenbahnlinien an der Normandieküste zusammenliefen, und daher ein strategisch sehr wichtiges Ziel. Zudem lag dort der Flugplatz Carpiquet, der ein zusätzliches Ziel war. Weiterhin sollte im Osten eine Verbindung mit den dort im Rahmen der Operation Tonga vorher gelandeten Einheiten der britischen 6. Luftlandedivision hergestellt werden.

Sherman DD Panzer und britische Soldaten rücken Richtung Ouistreham vor

Am Sword Beach waren die deutschen Verteidigungsstellungen nicht so gut ausgebaut. Es gab zwar die üblichen am Atlantikwall benutzten Strandhindernisse wie Panzersperren aus zersägten Eisenträgern, die so genannten Tschechenigel, Auflaufblöcke, mit Stacheldraht verdrahtete Betonpfosten und die gegen Luftlandungen gerichteten Rommelspargel, nur waren hier bislang weniger errichtet worden als an den anderen Landungsstränden. MG-Nester befanden sich in den Dünen und in den Häusern der umliegenden Städtchen.
Zur Verteidigung lagen hier Teile der deutschen 716. Infanterie-Division, die Regimenter 736 und 125 sowie Kräfte der 21. Panzer-Division, die aus dem nahen Hinterland eingreifen konnten. Im Osten hinter der Dives war noch zusätzlich die 711. Infanterie-Division stationiert.
Die Brücken über die Orne waren schon in der Nacht zuvor im Rahmen der Operation Tonga von britischen Fallschirmjägern unter dem Kommando von Major John Howard eingenommen worden. Diese waren von Gleitern abgesetzt worden.

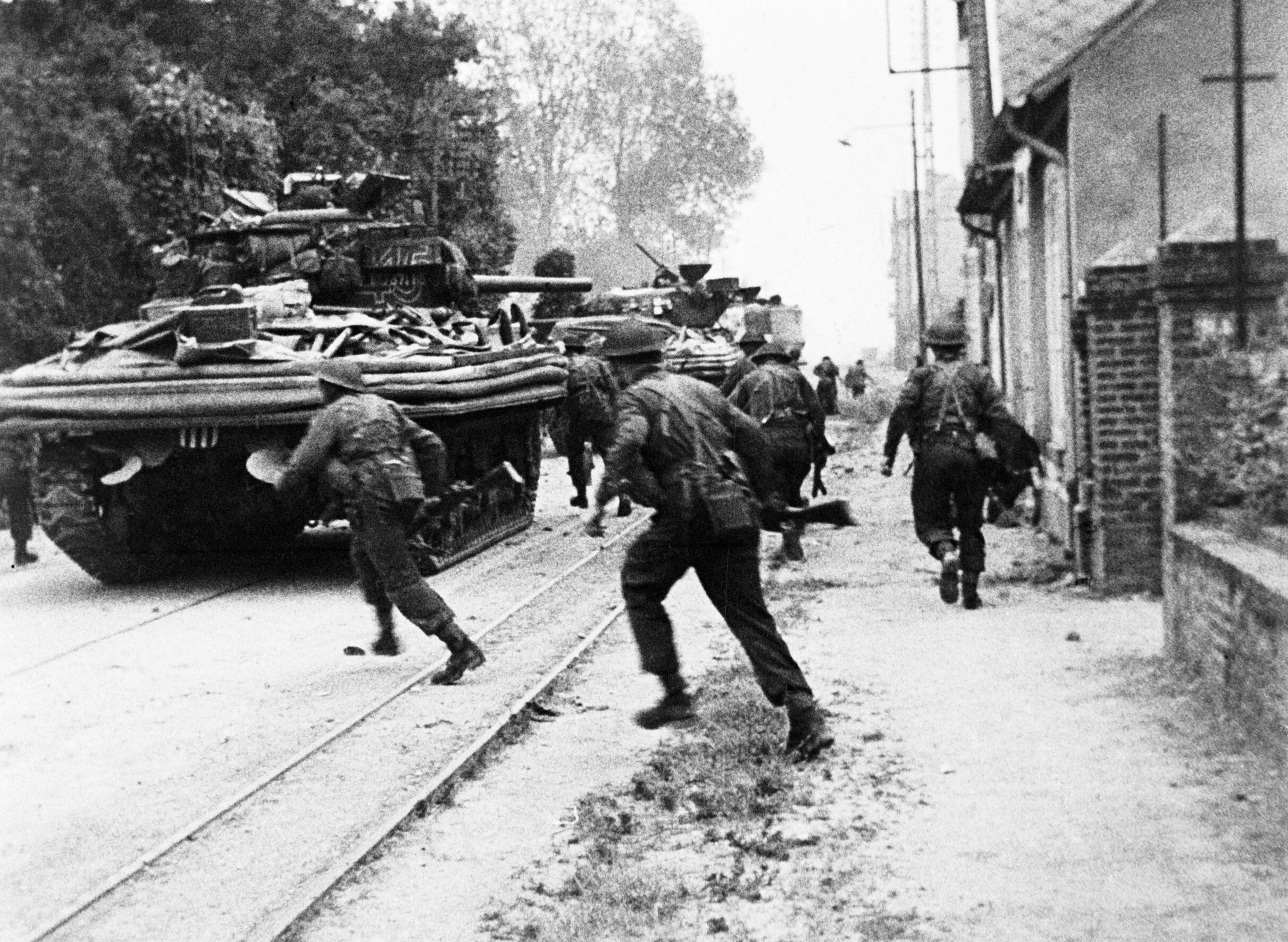
Häuserkampf in Riva Bella nahe Ouistreham

Am Ostende der Invasionszone wurden rund vier Kilometer vor dem Strand DD tanks von Landungsbooten ausgesetzt. 32 von den 34 Schwimmpanzern erreichten das Ufer, da dort die See relativ ruhig war. Die DDs arbeiteten sehr gut, so dass sie die Landungstruppen planmäßig unterstützen konnten. Damit trugen sie wesentlich zu den dortigen relativ geringen Opferzahlen bei.
Die Briten konnten trotz des deutschen Widerstands ins Landesinnere vordringen und sich mit den Soldaten der 6. Luftlandedivision vereinen. Da der Sturm auf Caen nicht von einigen Fallschirmjägereinheiten allein durchgeführt werden konnte, warteten die Truppen auf die Einheiten der 1. Commando-Brigade unter dem Kommando von Lord Lovat, die am späten Morgen an der Pegasusbrücke eintrafen. Das Vorrücken auf Caen wurde erheblich durch die 21. Panzer-Division und später durch die 12. SS-Panzer-Division „Hitlerjugend“ behindert. Es dauerte bis zum Ende des Monats, bis Caen vollständig eingenommen werden konnte.
Die Verluste der Briten am Strandabschnitt Sword werden auf ca. 700 Soldaten beziffert.